# Липень 2018
Липень 2018 — сьомий місяць 2018 року, що розпочався в неділю 1 липня та закінчився у вівторок 31 липня.

## Події
- 1 липня
  - Болгарія почала головувати в Євросоюзі (після Естонії).
  - В Україні вступила в дію нова медреформа та eHealth — інформаційно-телекомунікаційна система[1].
  - На загальних виборах у Мексиці, у ході виборчої кампанії яких було вбито близько 130 політиків, у президентських перегонах переміг Андрес Мануель Лопес Обрадор[2].
- 2 липня
  - Український плавець Андрій Говоров на змаганнях «Sette Colli Trophy» в Римі встановив світовий рекорд на дистанції 50 метрів батерфляєм[3].
  - У Таїланді розпочалася операція з порятунку дітей, відрізаних водою у печері[4].
- 3 липня
  - Італійська Вікіпедія призупинила свою роботу через майбутнє законодавство ЄС, що обмежуватиме свободу слова[5].
- 4 — 8 липня
  - У Києві, в Національному експоцентрі України пройшов фестиваль Atlas Weekend 2018 — один з найбільших музичних фестивалів України[6].
- 5 липня
  - Генеральна прокуратура України заборонила будувати Музей Революції Гідності на вулиці Інститутській[7].
  - Генеральний прокурор України Юрій Луценко підписав наказ про створення Департаменту процесуального керівництва у кримінальних провадженнях, підслідних Державному бюро розслідувань[8].
- 6 липня
  - 60-річчя Національного експоцентру України.
- 7 липня
  - Хорватський футболіст Домагой Віда (колишній гравець київського Динамо (Київ)) записав відео після перемоги над збірною Росії, в якому він вигукнув Слава Україні![9]
  - Французька вікіпедія досягла 2-х мільйонів статей.[10]
  - Помер український дисидент і політик часів СРСР, письменник, політик та громадський діяч, народний депутат України, Герой України Левко Лук'яненко[11].
- 9 липня
  - Японія потерпає від наймасштабнішої за багато десятиліть повені, в країні понад 100 загиблих[12][13]
  - Саміт Україна — ЄС у Брюсселі, Україна та Європейський інвестиційний банк під час саміту підписали угоду про виділення позики на EUR75 млн для реалізації проекту «Підвищення безпеки автомобільних доріг у містах України».[14]
- 10 липня
  - У Таїланді успішно завершено операцію з порятунку 12 дітей та одного дорослого із затопленої печери[15].
- 11 липня
  - Більше 10000  автомобілів на єврономерах прибули на мітинг в Києві в рамках «Акції за захист і доступне розмитнення». [16]
- 12 липня
  - Українські школярі здобули четверте місце на Міжнародній математичній олімпіаді[17].
  - У Брюсселі відбувся щорічний саміт НАТО. Під час саміту відбулася зустріч Президента США Дональда Трампа та Президента України Петра Порошенка[18].
- 13 липня
  - Часткове сонячне затемнення[en], яке можна було спостерігати в Австралії, на о. Тасманія та в Антарктиді[19].
  - У день народження українського політв'язня Кремля Олега Сенцова відбулися масові акції підтримки у різних містах України та світу[20].
  - У результаті теракту[en] в Пакистані загинуло понад 130 людей, ще понад 300 отримали поранення[21].
  - Помер найстарший серед помітних письменників-фантастів Клод Сеньйоль, що ймовірно був автором найраніше написаного фантастичного роману серед живих письменників: перший свій роман «Коло чарівників» він видав 73 роки тому, у далекому 1945 році.[22]
- 15 липня
  - У фіналі 21-го чемпіонату світу з футболу ФІФА збірна Франції перемогла збірну Хорватії і стала дворазовим чемпіоном світу[23].
  - Переможцем Вімблдонського турніру серед чоловіків став Новак Джокович, серед жінок — Анджелік Кербер[24].
- 16 липня
  - У Гельсінкі, Фінляндія відбувся Саміт Росія — США за участю Президентів США і Росії Дональда Трампа та Володимира Путіна[25].
- 18 липня
  - Європейська комісія оштрафувала Google на 4,3 млрд євро за порушення антимонопольного законодавства[26].
  - Астрономи відкрили 12 нових супутників Юпітера. Один з виявлених об'єктів має незвичайну нестабільну орбіту[27].
- 20 липня
  - Внаслідок зіткнення мікроавтобуса з вантажним автомобілем у Житомирській області загинуло 10 людей та 9 отримали травми різного ступеню тяжкості[28].
  - Сполучені Штати прийняли рішення про виділення Україні 200 млн дол. на цілі посилення безпеки і оборони у 2018 бюджетному році[29].
- 21 липня
  - Київське «Динамо» перемогло донецький «Шахтар» у матчі за Суперкубок України з футболу та здобуло титул ушосте[30].
  - Український боксер Олександр Усик переміг росіянина Мурата Гассієва у фіналі Всесвітньої боксерської суперсерії, став абсолютним чемпіоном світу у першій важкій вазі (до 90,7 кг), завоювавши пояси WBC, WBO, WBA, IBF, The Ring та Трофей Мохаммеда Алі[31].
  - Гран-прі Одеського міжнародного кінофестивалю здобула стрічка «Кришталь» режисерки Дар'ї Жук.[32]
- 22 липня
  - На 20-му[en] чемпіонаті світу[en] з підводного плавання, що завершився у сербському Белграді, українські спортсмени посіли 3-е загалькомандне місце, завоювавши 14 медалей: 6 золотих, 5 срібних та 3 бронзових[33].

- 23 липня
  - Помер актор Олександр Ісаков з серіалу «Щасливі разом» на сороковому році життя після тривалої хвороби[34]
  - Футболісти юнацької збірної України перемогли команду Туреччини у заключному матчі турніру Євро-2018.[35]
  - У Міністерства фінансів України з'явилася офіційна сторінка в системі Bloomberg[36]

- 24 липня
  - У результаті масштабних лісових пожеж у Греції[en] загинуло понад 80 людей, ще близько 200 — отримали опіки і травми.[37][38]
  - В Києві сталася смертельна ДТП — 23-річний водій на позашляховику Hummer збив десятирічну дівчинку[39]
- 25 липня
  - Принаймні 246 людей загинули у терактах, влаштованих ІДІЛ на південному заході Сирії (місто Ес-Сувейда)[40][41].
  - Держсекретар США Майк Помпео видав Кримську декларацію про невизнання анексії півострова Росією[42].
  - Президент України Петро Порошенко заснував державну стипендію імені Левка Лук'яненка для підтримки українських заручників, котрих утримують у російському полоні[43]
  - Міністр закордонних справ Італії Енцо Моаверо Міланезі оголосив визнання незаконною окупацію Криму Росією, змінивши попередню позицію країни[44]
  - Петро Порошенко підписав закон, який посилює відповідальність за несплату аліментів.[45][46]
- 26 липня
  - Національне антикорупційне бюро України завершили досудове розслідування стосовно народного депутата України Олександра Онищенка, так звану «газову справу»[47].
  - Кабінет міністрів України прийняв стратегію інформаційної реінтеграції Донецької і Луганської областей[48].
  - Велика Британія надала політичний притулок екс-керівнику «Укрспецекспорту» Сергію Бондарчуку[49]
- 27 липня
  - Через спеку в Японії загинуло 80 людей, а ще понад 35 000 осіб були госпіталізовані[50].
  - Повне місячне затемнення (найдовше в ХХІ столітті) та велике протистояння Марса (вперше з 2003 року). Обидва явища відбулися в один час і в одній точці на небі, що відбувається раз у 25 тис. років.[51]
  - «Укрзалізниця» уклала договір з компанією «Російські залізниці» про поставку нагородних знаків «Почесний залізничник» на майже 77 тисяч гривень.[52]
  - 27 і 28 липня в Києві відбулася Хресна хода приурочена до 1030 річниці з дня хрещення Київської Русі[53]
- 28 липня
  - В Україні відзначають День Володимира — пам'яті великого київського князя, та святкують 1030 років з Хрещення Русі[54][55].
  - Через зливи з курортної зони на Азовському морі евакуювали понад 80 людей[56].
- 29 липня
  - Внаслідок землетрусу[en] в Індонезії магнітудою 6,4 бала загинуло понад 20 людей[57].
  - Екс-президент України Віктор Янукович подав позов про захист честі, гідності та ділової репутації до Печерського райсуду Києва проти Генеральної прокуратури України та генерального прокурора Юрія Луценка[58].
- 30 липня
  - Верховний суд України відмовився перевести справу про державну зраду екс-президента Віктора Януковича до іншого суду та забезпечити його участь у засіданнях[59].
  - Президент України Петро Порошенко підписав закон, яким встановлені основні принципи і вимоги до органічного виробництва.[60]
- 31 липня
  - Російська мова рішенням суду втратила статус регіональної в Миколаївській області[61][62].
  - Вища рада правосуддя погодила кількість суддів у Вищому антикорупційному суді України — 39 штатних одиниць.[63]
  - Президент України Петро Порошенко звільнив з посади голову Чернігівської обласної державної адміністрації Валерія Куліча.[64]